# Claude Gensac
Claude Gensac (n. 1 martie 1927, Acy-en-Multien, Picardie⁠(d), Franța – d. 27 decembrie 2016, Suresnes, Île-de-France, Franța) a fost o actriță franceză de cinema.
Între 1952 și 2003 ea a apărut în 42 de filme artistice.

## Filmografie
- La Vie d'un honnête homme (1953)
- 1965 Jurnalul unei femei în alb (Journal d'une femme en blanc), regia Claude Autant-Lara
- Marile vacanțe (1967)
- Oscar (1967)
- Jandarmul se însoară (1968)
- Hibernatus (1969)
- Le bal du comte d'Orgel (1970)
- Jandarmul la plimbare (1970)
- Jo (1971)
- Aripioară sau picior? (1976)
- Avarul  (1980)
- Supa de varză (1981)
- Jandarmul și jandarmerițele (1982)
- Absolut fabulos (2001)
- 22 gloanțe (2010)